# A Thrilling Rescue by Uncle Mun
A Thrilling Rescue by Uncle Mun è un cortometraggio muto del 1912 diretto da C.J. Williams.

## Produzione
Il film fu prodotto dalla Edison Manufacturing Company.

## Distribuzione
Distribuito dalla General Film Company, il film - un cortometraggio in una bobina - uscì nelle sale cinematografiche degli Stati Uniti il 13 novembre 1912. Copia del film viene conservata negli archivi del Museum of Modern Art di New York, nella Thomas A. Edison, Incorporated, collection.